# Гранд-Форкс
Гранд-Форкс (англ. Grand Forks) — місто (англ. city) в США, в окрузі Гранд-Форкс штату Північна Дакота. Населення — 59 166 осіб (2020).

## Географія
Гранд-Форкс розташований за координатами 47°54′46″ пн. ш. 97°4′30″ зх. д. / 47.91278° пн. ш. 97.07500° зх. д. (47.912789, -97.075010).  За даними Бюро перепису населення США в 2010 році місто мало площу 52,02 км², з яких 51,55 км² — суходіл та 0,47 км² — водойми. В 2017 році площа становила 70,45 км², з яких 69,96 км² — суходіл та 0,49 км² — водойми.

## Демографія

### Перепис 2010
Згідно з переписом 2010 року, у місті мешкало 52 838 осіб у 22 260 домогосподарствах у складі 11 275 родин. Густота населення становила 1016 осіб/км².  Було 23449 помешкань (451/км²).
Расовий склад населення:
| - 89,7 % — білих - 2,9 % — корінних американців - 2,2 % — азіатів - 2,0 % — чорних або афроамериканців |

До двох чи більше рас належало 2,5 %. Частка іспаномовних становила 2,8 % від усіх жителів.
За віковим діапазоном населення розподілялося таким чином: 18,4 % — особи молодші 18 років, 71,5 % — особи у віці 18—64 років, 10,1 % — особи у віці 65 років та старші. Медіана віку мешканця становила 28,4 року. На 100 осіб жіночої статі у місті припадало 104,9 чоловіків;  на 100 жінок у віці від 18 років та старших — 104,5 чоловіків також старших 18 років.
Середній дохід на одне домашнє господарство  становив 65 740 доларів США (медіана — 46 149), а середній дохід на одну сім'ю — 87 614 долари (медіана — 68 052). Медіана доходів становила 44 157 доларів для чоловіків та 35 773 долари для жінок. За межею бідності перебувало 20,4 % осіб, у тому числі 20,7 % дітей у віці до 18 років та 11,2 % осіб у віці 65 років та старших.
Цивільне працевлаштоване населення становило 31 118 осіб. Основні галузі зайнятості: освіта, охорона здоров'я та соціальна допомога — 33,1 %, роздрібна торгівля — 15,7 %, мистецтво, розваги та відпочинок — 10,8 %, будівництво — 6,5 %.

### Перепис 2000
За даними перепису 2000 року
на території муніципалітету мешкало 51 216 людей, було 19 677 садиб та сімей.
Густота населення становила 989,8 осіб/км². З 19 677 садиб у 28,7% проживали діти до 18 років, подружніх пар, що мешкали разом, було 43,2%,
садиб, у яких господиня не мала чоловіка — 10%, садиб без сім'ї — 43,8%.
Власники 8,5% садиб мали вік, що перевищував 65 років, а в 31,4% садиб принаймні одна людина була старшою за 65 років. Кількість людей у середньому на садибу становила 2,31, а в середньому на родину 2,96.
Приблизно 9,3% родин та 14,6% населення жили за межею бідності.
Медіанний вік населення становив 28 років. На кожних 100 жінок віком понад 18 років припадало 100,2 чоловіків.

## Освіта
У місті розташований державний університет Північна Дакота.

## Відомі люди
- Кем Гескін (1973) — американська акторка.
- Мансур Олсон (1932—1982) — провідний американський економіст і соціолог.
- Леонард Пелтіер (1944) — індіанський активіст і член Руху американських індіанців.
- Алан Рітчсон (1982) — американський актор, співак і модель.